# Schkölen
Schkölen é uma cidade da Alemanha localizada no distrito de Saale-Holzland, estado da Turíngia.